# Naknek
Naknek és una concentració de població designada pel cens dels Estats Units a l'estat d'Alaska. Segons el cens del 2000 tenia 678 habitants.

## Demografia
Segons el cens del 2000, Naknek tenia 678 habitants, 247 habitatges, i 162 famílies La densitat de població era de 3,1 habitants/km².
Dels 247 habitatges en un 44,5% hi vivien nens de menys de 18 anys, en un 53% hi vivien parelles casades, en un 6,5% dones solteres, i en un 34,4% no eren unitats familiars. En el 25,9% dels habitatges hi vivien persones soles el 4% de les quals corresponia a persones de 65 anys o més que vivien soles. El nombre mitjà de persones vivint en cada habitatge era de 2,74 i el nombre mitjà de persones que vivien en cada família era de 3,44.
Per edats la població es repartia de la següent manera: un 35% tenia menys de 18 anys, un 4,6% entre 18 i 24, un 34,8% entre 25 i 44, un 21,8% de 45 a 60 i un 3,8% 65 anys o més.
L'edat mediana era de 34 anys. Per cada 100 dones hi havia 116,6 homes. Per cada 100 dones de 18 o més anys hi havia 121,6 homes.
La renda mediana per habitatge era de 53.393 $ i la renda mediana per família de 65.000 $. Els homes tenien una renda mediana de 44.375 $ mentre que les dones 35.341 $. La renda per capita de la població era de 21.182 $. Aproximadament el 3,1% de les famílies i el 3,7% de la població estaven per davall del llindar de pobresa.

## Poblacions més properes
El següent diagrama mostra les poblacions més properes.